# Judy Sucks a Lemon for Breakfast
Judy Sucks a Lemon for Breakfast è un album in studio del gruppo musicale britannico Cornershop, pubblicato nel 2009.

## Tracce
1. Who Fingered Rock 'n' Roll - 3:48
2. Soul School - 3:32
3. Half Brick - 0:52
4. Judy Sucks a Lemon for Breakfast - 5:16
5. Shut Southall Down - 1:13
6. Free Love - 5:38
7. The Roll Off Characteristics (Of History in the Making) - 4:39
8. Operation Push - 4:18
9. The Mighty Quinn - 3:32
10. The Constant Springs - 4:09
11. Chamchu - 3:25
12. The Turned on Truth (The Truth Is Turned On) - 16:45